# Новопавловка (Первомайский район)
Новопа́вловка (укр. Новопавлівка) — село в Первомайском районе Николаевской области Украины.
Основано в 1815 году. Население по переписи 2001 года составляло 69 человек. Почтовый индекс — 55250. Телефонный код — 5161.

## Местный совет
55250, Николаевская обл., Первомайский р-н, с. Лысая Гора, ул. Большая, 78